# Fist bumb
"Fist Bump" là một kiểu chào hỏi của đàn ông Mỹ, dùng 2 nắm đấm chạm vào nhau. Hành động này cũng có nghĩa tương tự như cái bắt tay chào hỏi.
Fist Bump cũng có thể là một hành động của sự tôn trọng giữa 2 người với nhau. Nó thường được sử dụng trong bóng chày và khúc côn cầu là một hình thức của lễ kỷ niệm với đồng đội và với những người chơi đối lập ở phần cuối của một trò chơi. Trong đó là một cử chỉ ăn mừng chung giữa hai đội.
Ngoài ra nó còn được dùng rất thường ngày giữa 2 người dù không quen biết nhưng vẫn chào hỏi nhau bằng một cái chạm tay nhẹ nhàng, đó là biểu trưng cho một sự tôn trọng, lịch sự giữa hai người.
Các "Biker" cũng hay thường dùng hành động này khi chào hỏi nhau, ở châu Mỹ hoặc châu Âu hành động này rất phổ biến, còn ở châu Á dường như nó rất mới mẻ, còn lạ lẫm với nhiều người. Và hiện giờ hành động chào hỏi lịch sự này đang được biết đến nhiều hơn tại châu Á.